# Lebeda cognata
Lebeda cognata là một loài bướm đêm thuộc họ Lasiocampidae. Nó được tìm thấy ở Borneo, bán đảo Mã Lai và Sumatra.
Larvae have been recorded from Trema, Citrus và Rosa.